# Emil von Reznicek
Emil Nikolaus Joseph Freiherr von Reznicek, også: Reznicek (født 4. maj 1860 i Wien, død 2. august 1945 i Berlin) var en østrigsk senromantisk komponist med tjekkiske rødder.
Reznicek var elev fra Leipzigs konservatorium og i flere år virksom som kapelmester ved mindre teatre i Tyskland og Østrig og som rejsende orkesterdirigent. Under sin tid i Prag blev hans førstefødte søn, Friedrich ("Fritz"), født den 22. februar 1887. Han har komponeret otte symfonier, hvoraf tre studiesymonier er tabt, kirkemusik, orkestersuiter, strygekvartetter, nogle symfonier, men blev navnlig kendt ved Donna Diana (1894), en lystspilopera, der vidnede om et ikke almindeligt, dog mere let humoristisk og elegant end dybtgående talent, og som gjorde betydelig lykke og opførtes rundt om på tyske scener (ouverturen er også meget spillet i koncertsalen). Siden fulgte en folkelig opera over Till Uglspils motiver og Ritter Blaubart m.m.; Friedrich tjente senere som løjtnant i den østrigske hær, før han emigrerede til USA den 1. august 1907, hvor han antog sin mors efternavn "von Marbod" og opfostrede tolv børn med sin kone, Katharina Riese fra Dresden. Fra 1909 til 1911 virkede han som første kapelmester ved Komische Oper i Berlin og fra 1920 lærer ved "Hochschulen" i Berlin.

## Udvalgte værker
- Symfoni nr. 1 "Tragisk" (i D-mol (1902) - for orkester
- Symfoni nr. 2 "Ironisk" (i Bb-dur) (1904) - for orkester
- Symfoni nr. 3 "I gammel stil" (i D-dur) (1918) - for orkester
- Symfoni nr. 4 (i F-mol) (1919) - for orkester
- Symfoni nr. 5 "Danse-Symfoni" (1924) - for orkester
- Studiesymfoni nr. 0 (1881) (tabt) - for orkester
- Studiesymfoni nr. 1 (1882) (tabt) - for orkester
- Studiesymfoni nr. 2 (1882) (tabt) - for orkester